# 볼프강 클레프
볼프강 클레프(Wolfgang Kleff, 1946년 11월 16일, 노르트라인베스트팔렌주 슈베어테 ~)는 은퇴한 독일의 축구 선수이다. 독일의 배우이자 희극인인 오토 바알케스와 흡사하여 영화에서 그의 대역을 맡기도 해 "오토" (Otto) 라는 별명을 가지고 있다.

## 클럽 경력
클레프는 아마추어 구단인 VfL 슈베어테에서 활약하다가 보루시아 묀헨글라트바흐의 일원이 되었고, 처음에는 주전이 아니었으나, 1968년에 들면서 1970년대말에 부상으로 기량이 하락하기 전까지 푸스발-분데스리가의 정상급 골키퍼로 활동하였다. 1968년부터 1976년까지 그는 한 경기도 빠지지 않고 보루시아 묀헨글라트바흐의 국내 경기에 출전하였고, 이 기간 동안 5번의 분데스리가 (1970, 1971, 1975, 1976, 1977) 우승과 1번의 DFB-포칼 (1973) 우승, 1번의 UEFA컵 (1975) 우승을 망아지 (Die Fohlen) 소속으로 이룩하였다.그는 1973년 UEFA컵 결승과 1977년 유러피언 컵 결승에서 리버풀 FC에 패한 보루시아 묀헨글라트바흐의 선수들 중 한명이었다. 그는 1979년, 묀헨글라트바흐의 UEFA컵 우승 주역이기도 했다.
헤르타 BSC 베를린에서의 한 시즌 후, 그는 묀헨글라트바흐로 돌아와, 그의 친정팀에서 2년동안 분데스리가 경기에 더 출전하였고, 지역 라이벌팀인 포르투나 뒤셀도르프 소속으로 1982년부터 2년간 활동하였다. 뒤셀도르프에서 방출된 후, 그는 2 분데스리가의 로트바이스 오버하우젠 소속이 되었다. 그는 불혹의 나이를 앞두고 1부 리그의 VfL 보훔 소속으로 1년간 활동하였다. 40세의 나이에 클레프는 2 분데스리가에 1986-87 시즌에 갓 승격된 FSV 잘음로어의 주전으로 활약하였다. 그러나, 잘음로어는 오래 버티지 못하고 강등당하였고, 그 결과 클레프는 장갑을 벗었다. 그러나, 그 이후로도 SV 슈트라엘렌 등의 아마추어 팀에서 꾸준히 활약하였다.

## 국가대표팀 경력
클레프는 서독 국가대표팀에서 포지션 경쟁자인 당시 역대 최강의 골키퍼 들 중 하나인 제프 마이어에 밀리며 별다른 활약을 하지 못하였다. 1971년과 1974년 사이 클레프는 고작 6경기 출장에 그쳤다. 그의 첫 출전 경기는 1971년 6월 22일 오슬로에서 벌어진 노르웨이와의 포스트시즌 친선 경기로, 서독의 7-1 대승으로 종료되었다. 그는 브뤼셀에서 열린 UEFA 유로 1972와 1974년 FIFA 월드컵에서의 우승을 경험하였으나, 위의 상기된 대회의 경기들 중 단 한 경기도 출전하지 못하였다.

## 트리비아
- 그의 오토 바알케스와 비슷한 생김새로 오토 - 영화 (Otto – Der Film) 와 베어너 - 바인하트! (Werner – Beinhart!) 등의 영화에서 바알케스의 대역을 맡았다.